# Бигарт, Гомер
Гомер Уильям Бигарт (англ. Homer William Bigart; 25 октября 1907 года — 16 апреля 1991 года) — американский военный корреспондент, работавший для Herald Tribune и New York Times в 1929—1972 годах. За свою работу во время Второй мировой и Корейской войн дважды отмечен Пулитцеровской премией в 1946 и 1951 годах соответственно.

## Биография

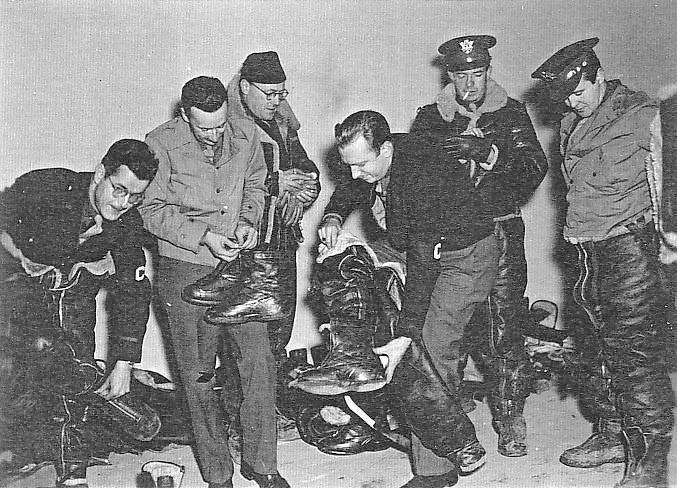
Члены отряда «The Writing 69th», 1943 год. (Слева направо: Хилл, Гладвин, Уильям Уэйд, Пост, Роберт, Уолтер Кронкайт, Гомер Бигарт и Мэннинг, Пол (журналист))

Гомер Бигарт родился в пенсильванском городе Холи в семье производителя шерсти. Окончив школу, он подал документы на архитектурный факультет Университета Карнеги — Меллона, но не сдал вступительные экзамены. В 1929 году Бигарт начал обучение в Школе журналистики Нью-Йоркского университета, одновременно устроившись ночным рассыльным в Herald Tribune, где на разных должностях проработал более четверти века. За этот период он освещал Лондонский блиц, сражения на севере Африки и юге Франции, освобождение Сицилии американскими войсками, работал в Израиле и на Филиппинах. В 1943 году Бигарт присоединился к 8-й армии ВВС Армии США в качестве члена группы из восьми предварительно обученных журналистов «The Writing 69th». 26 февраля на бомбардировщике B-17 он участвовал в воздушном налёте на склад подводных лодок в Вильгельмсхафене. О других его рейсах доподлинно неизвестно. В июне 1944 года с союзными войсками корреспондент вошёл в Рим. Вскоре после окончания военных действий в Европе он отправился в Тихоокеанский театр военных действий, где запечатлел последний этап войны. В августе 1945 года журналист одним из первых отправился в пострадавшую от атомного взрыва Хиросиму, а через месяц освещал подписание акта о капитуляции Японии на борту линкора «Миссури».
В послевоенные годы Бигарт продолжил работу, запечатлев ход Корейской и Гражданской войны в Греции. В 1955 году он получил должность репортёра в New York Times. По указанию редакции в 1957-м он сопровождал 101-ю воздушно-десантную дивизию в Литл-Рок, когда губернатор Орвил Фобус отказался выполнить решение Федерального суда о десегрегации школ. Через четыре года журналист освещал из Израиля суд над военным преступником Адольфом Эйхманом. В возрасте 50 лет Бигарт участвовал в качестве военного репортёра во Вьетнамской войне и одним из первых заявил о несостоятельности американской военной кампании. Позднее он сосредоточился на работах о борьбе за гражданские права, развитии сельского и городского хозяйства в США. Например, 1963-м он описал тяжёлые условия, с которыми столкнулись безработные шахтёры в Кентукки. После ухода на пенсию в 1972 году Бигарт переехал в Вест Ноттингем и в возрасте 83 лет скончался от рака в медицинском центре Портсмута. Через год после его смерти Издательство Университета Арканзас выпустило сборник репортажей Бигарта «Передовые позиции: военная корреспонденция Гомера Бигарта» («Forward Positions: The war correspondence of Homer Bigart»).

## Признание и награды
Авторский стиль и оперативность работы Гомера Бигарта во время военных кампаний завоевали ему признание в профессиональной среде. Так, во время Корейской войны Newsweek назвал его «лучшим военным корреспондентом поколения, рождённого в эпоху армейского времени». За откровенность материалов в разные годы его высылали из Венгрии, Египта, Сирии, Ливана, Иордании, Саудовской Аравии и Омана. Заслуги Бигарта отмечены наградами:
- Пулитцеровская премия за телеграфный репортаж (международная) (1946 год);
- Премия Джорджа Полка (1948 год, за интервью с генералом Дракосом Маркосом);
- Пулитцеровская премия за международный репортаж (1951 год);
- Премия Клуба зарубежных корреспондентов[англ.];
- Премия Мейера Бергера[англ.];
- Премия первой полосы[англ.].